# NFL sezona 1946.
NFL sezona 1946. je 27. po redu sezona nacionalne lige američkog nogometa. 
Sezona je počela 20. rujna 1946. Utakmica za naslov prvaka NFL lige odigrana je 15. prosinca 1946. u New Yorku na stadionu Polo Grounds. U njoj su se sastali pobjednici istočne divizije New York Giantsi i pobjednici zapadne divizije Chicago Bearsi. Pobijedili su Bearsi rezultatom 24:14 i osvojili svoj sedmi naslov prvaka NFL-a.
Također, prije početka sezone 1946. momčad Ramsa seli iz Clevelanda u Ohiju u Los Angeles u Kaliforniji. Tako postaju prva NFL momčad na Zapadnoj obali SAD-a u povijesti.

## Poredak po divizijama na kraju regularnog dijela sezone
| Istočna divizija    |     |     |     |      |     |     |
| Momčad              | Pob | Por | Ner | %    | P+  | P-  |
| New York Giants*    | 7   | 3   | 1   | 70,0 | 236 | 162 |
| Philadelphia Eagles | 6   | 5   | 0   | 54,5 | 231 | 220 |
| Washington Redskins | 5   | 5   | 1   | 50,0 | 171 | 191 |
| Pittsburgh Steelers | 5   | 5   | 1   | 50,0 | 136 | 117 |
| Boston Yanks        | 2   | 8   | 1   | 20,0 | 189 | 273 |

| Zapadna divizija  |     |     |     |      |     |     |
| Momčad            | Pob | Por | Ner | %    | P+  | P-  |
| Chicago Bears*    | 8   | 2   | 1   | 80,0 | 289 | 193 |
| Los Angeles Rams  | 6   | 4   | 1   | 60,0 | 277 | 257 |
| Green Bay Packers | 6   | 5   | 0   | 54,5 | 148 | 158 |
| Chicago Cardinals | 6   | 5   | 0   | 54,5 | 260 | 198 |
| Detroit Lions     | 1   | 10  | 0   | 9,1  | 142 | 310 |

Napomena: * - pobjednici konferencije, % - postotak pobjeda, P± - postignuti/primljeni poeni

## Prvenstvena utakmica NFL-a
- 15. prosinca 1946. New York Giants - Chicago Bears 14:24

## Statistika

### Statistika po igračima

#### U napadu
- Najviše jarda dodavanja: Sid Luckman, Chicago Bears - 1826
- Najviše jarda probijanja: Bill Dudley, Pittsburgh Steelers - 604
- Najviše uhvaćenih jarda dodavanja: Jim Benton, Los Angeles Rams - 981

#### U obrani
- Najviše presječenih lopti: Bill Dudley, Pittsburgh Steelers - 10

### Statistika po momčadima

#### U napadu
- Najviše postignutih poena: Chicago Bears - 289 (26,3 po utakmici)
- Najviše ukupno osvojenih jarda: Los Angeles Rams - 342,1 po utakmici
- Najviše jarda osvojenih dodavanjem: Los Angeles Rams - 189,1 po utakmici
- Najviše jarda osvojenih probijanjem: Green Bay Packers - 160,5 po utakmici

#### U obrani
- Najmanje primljenih poena: Pittsburgh Steelers - 117 (10,6 po utakmici)
- Najmanje ukupno izgubljenih jarda: Washington Redskins - 222,3 po utakmici
- Najmanje jarda izgubljenih dodavanjem: Pittsburgh Steelers - 85,4 po utakmici
- Najmanje jarda izgubljenih probijanjem: Chicago Bears - 94,9 po utakmici

## Vanjske poveznice
- Pro-Football-Reference.com, statistika sezone 1946. u NFL-u
- NFL.com, sezona 1946.